# Enzo Collotti
Enzo Collotti (Mesina, 15 de agosto de 1929 - Florencia, 7 de octubre de 2021) fue un historiador italiano. Enseñó Historia Contemporánea en las Universidades de Florencia, Bolonia y Trieste, y es considerado uno de los historiadores italianos y europeos más importantes de la Resistencia italiana y del nazismo. Se casó con su colega Enrica Pischel, fallecida en 2003.
Profundo experto en fuentes archivísticas e historiográficas en lengua alemana, Collotti ha producido estudios de gran relevancia, especialmente sobre la estructura de la ocupación alemana en Italia (con el pionero L'Amministrazione Tedesco dell'Italia occupata, publicado en 1963), sobre la organización de Europa bajo el régimen nazi (con importantes contribuciones sobre el llamado Generalplan Ost, sobre el sistema de campos de concentración y sobre el colaboracionismo, en la colección de ensayos L'Europa Naz de 2002), así como sobre el Holocausto.
Con Renato Sandri y Frediano Sessi, editó en 2001 el Dizionario della Resistenza, una obra colectiva que sistematiza y recopila las contribuciones actualizadas de los historiadores italianos más importantes sobre el tema. A menudo entró en polémica con la escuela historiográfica de Renzo De Felice, presentando un análisis historiográfico profundamente diferente de la República Social Italiana, coincidiendo en parte con la definición del historiador alemán Lutz Klinkhammer de "aliado ocupado" y destacando la radicalización, "nazificación" y militarización del fascismo de Saló, y del papel de Italia en la política antijudía y en el exterminio de los judíos. En particular, Collotti critica a De Felice en su «Entrevista sobre el fascismo» de 1975.
Collotti analiza el fascismo como un fenómeno internacional que, a pesar de las diferenciaciones y la multiplicidad de especificidades locales, puede, según su teoría, recomponerse como un marco unitario, con matrices comunes derivadas de un modelo único. Collotti se pregunta entonces si es posible formular una definición general de «fascismo» y, en antítesis con los historiadores Renzo De Felice en Italia y Karl Dietrich Bracher en Alemania, sostiene la idea de la existencia de un fenómeno general del fascismo en Europa dentro de una categoría unificadora, no atribuible simplistamente a la teoría del totalitarismo. Siguiendo el ejemplo de Ernst Nolte y su Der Faschismus in seiner Epoche de 1963, traducido en Italia con el título I tre volti del fascismo, Collotti propone pues el estudio del fascismo a nivel comparativo, lo que permite destacar su dimensión no nacional, sino europea.

## Obra
- La Socialdemocrazia tedesca. Dalla sconfitta alla rinascita economica, dal problema dell'unificazione a quello del riarmo, la realtà della Germania d'oggi nelle prospettive della socialdemocrazia. Torino: Giulio Einaudi Editore. 1959.
- L'amministrazione tedesca dell'Italia occupata 1943-1945. Milano: Lerici Editori. 1963.
- Storia delle due Germanie 1945-1968. Torino: Einaudi. 1968.
- La seconda guerra mondiale. Torino: Loescher. 1972.
- La Germania nazista. Dalla Repubblica di Weimar al crollo del Reich hitleriano. Torino: Einaudi. 1973. La Alemania nazi desde la repúb︢lica de Weimar hasta la cad̕a del Reich hitleriano; Alianza Editorial, 1962.
- Esempio Germania. Socialdemocrazia tedesca e coalizione social-liberale 1969-1976. Milano: Feltrinelli. settembre de 1977.
- Nazismo e società tedesca. Torino: Loescher. 1982.
- Fascismo, fascismi. Firenze: Sansoni. 1989-1997. ISBN 978-88-383-1040-9. Fascismo, fascismos ISBN 9722107224
- Dalle due Germanie alla Germania unita. Torino: Einaudi. 1992.
- La soluzione finale. Lo sterminio degli ebrei. Roma: Newton Compton. 1995. ISBN 88-7983-882-2.
- Il fascismo e l'Italia in guerra. Ediesse. 1996. ISBN 978-88-23-00217-3.
- L'Europa nazista. Il progetto di un Nuovo Ordine Europeo (1939-1945). Firenze: Giunti. 2002. ISBN 978-88-090-1873-0.
- Il fascismo e gli ebrei. Le leggi razziali in Italia. Roma-Bari: Laterza. 2006.
- «La persecuzione degli ebrei sotto il fascismo». Tra Roma e Bolzano. Nazione e provincia nel ventennio fascista. Bolzano: Comune di Bolzano. 2006. pp. 129-137. ISBN 88-901870-9-3.
- «Il sistema concentrazionario nella Germania nazista». Storia della Shoah. Il contesto e lo spazio del genocidio IV. Milano: UTET-Corsera. 2019. pp. 199-219. ISSN 2038-0852.